# Too Much Pressure
Too Much Pressure è il primo album dei The Selecter, pubblicato nel 1980 per l'etichetta discografica 2 Tone/Chrysalis Records.
Cinque delle tracce contenute nel disco sono cover. "Everyday" è una cover di Buddy Holly che era già stata ripresa dai The Pioneers. "My Collie (Not A Dog)" è una versione riproposta del celebre brano "My Boy Lollipop" di Millie Small, riarrangiato nei testi trattanti temi riguardo alla cannabis. "Murder" era originariamente una brano di Owen Gray e "Carry Go Bring Come" di Justin Hinds. "James Bond" è una cover della celebre sigla di James Bond di Monty Norman.

## Tracce
1. Three minute hero
2. Time hard
3. They make me mad
4. Missing words
5. Danger
6. Street feeling
7. My collie (not a dog)
8. Too much pressure
9. Murder
10. Out in the streets
11. Carry go bring home
12. Black and blue
13. James Bond

## Formazione
- Pauline Black - voce
- Compton Amanor - chitarra
- Charley Anderson - basso
- Charley 'H' Bembridge - batteria
- Desmond Brown - organo hammond, tastiere
- Neol Davies - chitarra
- Arthur 'Gaps' Hendrickson - voce